# Ундина (фильм, 2020)
«Ундина» (нем. Undine) — немецко-французский романтический фэнтезийный драматический фильм режиссёра Кристиана Петцольда. Мировая премьера состоялась 23 февраля 2020 года на 70-м Берлинском международном кинофестивале, где он входил в основную конкурсную программу, а исполнительница главной роли Паула Бер получила «Серебряного медведя» за лучшую женскую роль. 11 июня 2020 года в Германии состоялась кинотеатральная премьера.

## Сюжет
Ундина Вибо — экскурсовод в музее, читающая лекции о городском развитии Берлина. Однажды её молодой человек Йоханнес, позвав её в их любимое кафе, сообщает, что расстаётся с ней. Она предупреждает его о том, что в подобном случае будет вынуждена его убить (что может являться отсылкой к мифу об Ундине) и предлагает ему передумать и сказать, что он её снова любит. После лекции девушка возвращается в кафе и обнаруживает, что Йоханнес ушёл. Там же она знакомится с мужчиной по имени Кристоф: стоящий на шкафу аквариум разбивается, и на них обоих обрушивается поток воды. Они начинают встречаться. Кристоф оказывается промышленным водолазом, и он дарит Ундине фигурку водолаза, которая стояла в разбившемся аквариуме в кафе.
Однажды ночью Кристоф звонит Ундине с вопросом, не обманывает ли она его: однажды на улице мимо них проходила пара (это был Йоханнес с новой девушкой), у Ундины так сильно забилось сердце, что Кристоф заподозрил, что она любит того мужчину. Ундина сначала говорит, что не обманывала Кристофа, а позже признаётся, что это был её бывший парень. На следующий день Ундина узнаёт, что Кристоф попал в аварию: он несколько минут провёл под водой без воздуха, и теперь его мозг мёртв. При этом несчастный случай произошёл ещё накануне днём, так что ночью по телефону он ей звонить не мог. Ундина пробирается в дом, где живёт Йоханнес с подругой, и топит его в бассейне. Сама она подходит к реке и погружается в воду. В этот момент Кристоф приходит в себя в больнице.
Проходит два года, Кристоф встречается с коллегой по работе, они ждут ребёнка. Однажды во время работы под водой Кристоф видит Ундину. Ночью он уходит из дома и заходит в воду, где вновь видит Ундину и берёт её за руку. Подруга Кристофа бежит за ним и в отчаянии смотрит на происходящее, понимая, что теряет его. Однако вскоре Кристоф выходит, показывая ей фигурку водолаза.

## В ролях
- Паула Бер — Ундина Вибо
- Франц Роговский — Кристоф
- Якоб Маченц — Йоханнес
- Марьям Заре — Моника
- Анне Ратте-Полле — Анна
- Рафаэль Стаховяк — Йохен
- Юлия Франц Рихтер — Нора

## Награды и номинации
- 2020 — приз ФИПРЕССИ и приз «Серебряный медведь» за лучшую женскую роль (Паула Бер) на Берлинском кинофестивале.
- 2020 — участие в конкурсной программе Пекинского кинофестиваля.
- 2020 — премия Европейской киноакадемии лучшей европейской актрисе (Паула Бер), а также номинация за лучший фильм.
- 2020 — две номинации на премию Deutscher Filmpreis за лучший художественный фильм и за лучший звук.
- 2021 — участие в конкурсной программе Сиднейского кинофестиваля.